# 拉讷 (上比利牛斯省)
拉讷（法語：Lanne，法語發音：[lan]）是法国上比利牛斯省的一个市镇，属于塔布区。

## 地理
拉讷（43°9'51"N, 0°0'50"E）面积5.75 平方千米，位于法国奧克西塔尼大區上比利牛斯省，该省份为法国西南部内陆省份，北至热尔省，西接大西洋比利牛斯省，南与西班牙接壤，东临上加龙省。
与拉讷接壤的市镇（或旧市镇、城区）包括：卢埃、阿代、阿沃朗、贝纳克、奥桑。

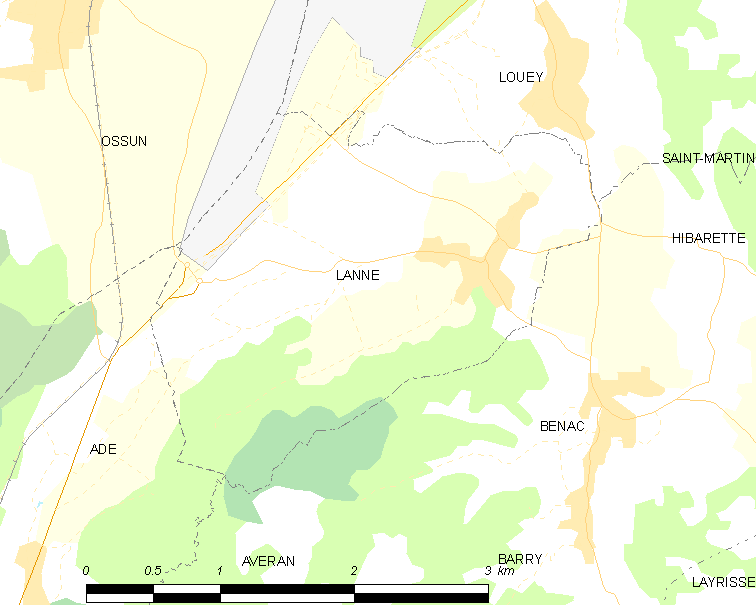
的OSM定位图

拉讷的时区为UTC+01:00、UTC+02:00（夏令时）。

## 行政
拉讷的邮政编码为65380，INSEE市镇编码为65257。

## 政治
拉讷所属的省级选区为奥桑县。

## 人口

1962-2008年间人口变化图示

拉讷于2022年1月1日时的人口数量为604人。